# 亮甲山水库
亮甲山水库，位于中华人民共和国吉林省舒兰市境内，是卡岔河上游的一座大型水库，以防洪为主，兼顾灌溉、发电、养鱼、旅游等综合利用。水库于1966～1968年投资建成，1976～1980年完成除险加固。水库集水面积618平方千米，设计库容19250万立方米。拦河大坝为土石混合坝，坝顶长541米，高17.3米，宽6米。大坝左端输水洞左侧在除险加固时增设装机容量250千瓦电站一座。水库按100年一遇洪水设计，保坝标准为万年一遇洪水加成30%洪水校核。汛限水位199.60m，相应库容3706万方。当发生千年一遇洪水，库水位高于203.40m，非常溢洪道参加泄洪。防洪保护面积1.67万公顷，除涝面积1.33万公顷，灌溉农田面积3950公顷，形成养鱼面积1400公顷，电站设计年发电量28万千瓦时。
水库东岸的亮甲山，民间传说岳飞率军追击金兵时路过此山，并在山顶一块巨石上歇过马，晾过盔甲，留下马蹄和盔甲印迹，故名。2004年水库被列为中国国家水利风景区。